# IC 1101
أي سى 1101 (بالإنجليزية IC 1101) هي مجرة إهليجية عملاقة جدا تصنيف (S0) أو (E)، تقع في كوكبة العذراء وتقع وسط عنقود مجري يسمى أبيل 2029 وتبعد عن الأرض نحو 1.07  مليار سنة ضوئية، إكتشفها ويليام هيرشيل في 19 يونيو 1790

## الحجم
المجرة يبلغ قطرها حوالي 6 ملايين سنة ضوئية مما يجعلها واحدة من أكبر المجرات المعروفة من حيث الحجم ، تحتوي المجرة على 100 تريليون نجم ومعظم كتلة المجرة تتكوّن من المادة المظلمة ولو كانت في مكان مجرتنا فإنها سوف تبتلع سحابة ماجلان الكبرى وسحابة ماجلان الصغرى ومجرة المرأة المسلسلة ومجرة المثلث، يرجع كبر حجم هذه المجرة إلى عدة اصطدامات عديدة بين المجرات الأصغر حجما مثل معظم المجرات الكبيرة، يوجد في مجرة IC 1101 عدد هائل من النجوم المشعة القديمة الغنية بالمعادن، بعضها أقدم بسبع مليار سنة من الشمس وهذا سبب ما يجعله يبدو أصفر ذهبي اللون، يحتوي على مصدر راديو مشع في المركز، والذي يرتبط على الأرجح بالثقب الأسود الهائل في وسط المجرة التي تبلغ كتلته بين 40 إلى 100 مليار كتلة شمسية مما يجعلها واحدة من أكبر الثقوب السوداء المكتشفة في الكون كله، تم اكتشاف المجرة في 19 يونيو 1790 بواسطة عالم الفلك البريطاني ويليام هيرشل.

## اقرأ أيضا
- مجرة إهليجية
- مجرة حلزونية
- مجرة عدسية
- نجم
- مجرة
- الانفجار العظيم
- ثقب أسود